# Antonímia
A szemantikában az antonímia azt a lexikai entitások közötti logikai viszonyt nevezi meg, amelyben az egyik jelentése ellentétes a másikéval. Az ilyen entitásokat antonimáknak nevezik.
Az antonimáknak egy vagy több közös jelentési vonásuk van, amelyekhez ellentétes vonások társulnak, ez határozva meg az antonímiai viszonyt. Olykor a közös vonást közös alapelem fejezi ki, és az ellentétet toldalék jelzi a pár egyik tagján, pl. (románul) nădejde ’remény’ vs. deznădejde ’reményteleség’, vagy különböző toldalékok a két tagon, pl. családos vs. családtalan. Ezek olyan esetek, amelyekben az antonímia nyelvileg szabatosan van kifejezve. Máskor a közös vonás az a fogalmi terület, amelyre az antonimák vonatkoznak. Például a (románul) cald ’meleg’ vs. rece ’hideg’ melléknevek alapjelentésükkel a hőmérséklet területéhez tartoznak.
Többjelentésű szónak különböző jelentéseivel különböző antonimái lehetnek, pl. (oroszul) густой (gusztoj) ’sűrű’ vs. редкий (redkij) ’ritka’, és густой ’sűrű’ vs. жидкий (zsidkij) ’híg’.
Ritkán ugyan, de előfordul olyan szó is, amelynek egymással ellentétes jelentései vannak, ún. antagonimák. Például a kölcsönöz ige kontextustól függően azt jelenti, hogy ’kölcsönad’ vagy ’kölcsönvesz’. Ugyanez az esete az orosz vagy a román megfelelőinek: одолжить (odolzsity), illetve împrumuta. Francia példa a louer, amely jelentései ’bérbe adni’ és ’bérbe venni’. Megfelelőjének, a román închiria igének is ezek a jelentései.

## Ellentétes jelentésű szavak típusai
Dubois 2002 megállapítja, hogy a szavak közötti jelentésbeli ellentéteknek több típusa van, amelyeket nem könnyű megkülönböztetni, ezért egyes nyelvészek az antonímia terminust általánosként használják, és ennek több típusát határolják el, mások pedig megkülönböztetnek antonim szavakat, komplementárisokat és kölcsönöseket.

### A magyar nyelvészetben
Magyar szerzők munkáiban is megvan a két fenti nézet. Az egyikben többféle antonimákról van szó.
A jelentés szintjen vannak:
- egyszerű antonimák, amelyeket egy lényeges jegy megléte vagy hiánya állít szembe, kölcsönösen feltételezik egymást, és ellentétük dialektikus, pl. elősegít vs. meggátol;
- komplex antonimák, amelyek közül az egyik több lényeges pozitív jegy alapján kerül ellentétbe egy hozzá képest különböző „negatív előjelű” szóval, pl. ég vs. föld.

Kifejezettségük szabatossága szerint léteznek:
- kifejtett (explicit) antonimák, amelyek közös alapúák, és toldalék(ok) vagy egy tagadóelem jelöli az ellentétet, pl. szerepel vs. leszerepel, fás vs. fátlan, kedves vs. nem kedves;
- ki nem fejtett (implicit) antonimák, amelyek nyelvi formája (szóalakja) önmagában nem jelzi, hogy ellentétpár tagjai, pl. hallgat vs. beszél;
- félig kifejtett antonimák, amelyek hasonló hangzású párt alkotnak, pl. itt vs. ott, fent vs. lent.

Egy másik nézetben kétféle jelentésbeli ellentét van szavak között:
- kontradikció (ellentmondás), amikor két szó teljes mértékben kizárja egymást, pl. beteg vs. egészséges, amint az a következő logikai ítéletből kitűnik: Ha Péter beteg, akkor nem egészséges, ha egészséges, akkor nem beteg;
- antonímia, amikor a szópár nem fedi le teljesen az adott dimenziót, mindig van köztes tartomány, amelyre a „sem nem az egyik tag, sem nem a másik” jellemző, pl. jó vs. rossz: Ha a bor jó, akkor nem lehet rossz, és ha a bor rossz, akkor nem lehet jó, de ha a bor nem jó, abból még nem következik, hogy a bor rossz.

### Egyéb nyelvészetekben
Más nyelvek nyelvészetében is több nézet van az ellentétes jelentésű szavakról.
A skaláris antonimák megengedik a fokozást és gyakran összehasonlítási műveletekhez kötöttek, pl. nagy / közepes / kicsi; forró / meleg / hideg. A pár tagjai függetlenek egymástól, az összehasonlítás pedig egy olyan ponthoz viszonyítva történik, amelyet az adott társadalmi-kulturális közösség gyakorlata által megszabott norma határoz meg. Az antonimapár egyik tagja, az, amely a norma szerint felsőbbrendű, jelöletlennek is tekintett, pl. az egészség a betegség-hez viszonyítva, amely jelölt. Az angol nyelvű nyelvészetben megtalálható erre a graded antonyms ’fokozott antonimák’ terminus (pl. nagy vs. kicsi), és egyes nyelvészek, mint John Lyons csak ezeket nevezik antonimáknak.
Egyes skaláris antonimák jelentése szöges ellentétben áll, pl. kicsi vs. nagy. Ezeket Bussmann 1998 „abszolút antonimák”-nak nevezi, pl. jó vs. rossz, amelyek hozzávetőlegesen egyformán távoliak a fogalmi terület közepétől. Ezekkel szemben vannak aszimmetrikusan ellentétes antonimák, pl. kicsi (meg nem határozott fok) vs. óriási (legfelsőbb fok), kitűnő vs. rossz.
A poláris antonimák között nincsenek közbülső szavak, és az egyik tagadja a másikat, pl. férj vs. feleség, felmegy vs. lemegy, házas vs. nem házas, szingli, hím vs. nőstény. Az ilyeneket egyes szerzők „fokozatlan antonimáknak”, mások, mint Lyons „komplementáris szavaknak” neveznek, és nem tekintik antonimáknak.
A kölcsönös antonimák (pl. megvesz vs. elad) esetében egy mondat az egyikkel feltételez egy másik mondatot a másikkal: Jean eladta a házat Pierre-nek vs. Pierre megvette a házat Jeantól.
Egyes nyelvészek, mint Cruse 1980 „fokozható komplementárisok”-at kezelnek antonimákkal szemben. Az előbbiek két egymást kizáró sávra osztják a fogalmi területet. Viszonyuk megértéséhez értékítélet szükséges egy vonás nem kívánt jellegéről. Példák: tiszta vs. piszkos, veszélytelen vs. veszélyes, józan vs. részeg.

## Antonimákat magukban foglaló szóosztályok
Az ellentétes jelentésű lexikai entitások többsége szó, és ilyenek megtalálhatók a legtöbb szófajhoz tartozó szavak között:
- melléknevek:

(magyarul) friss vs. fáradt;
(angolul) young ’fiatal’ vs. old ’öreg’;
(franciául) grand ’nagy’ vs. petit ’kicsi’;
(románul) gros ’vastag’ vs. subțire ’vékony’.
- főnevek (főleg elvontak):

(magyarul) élet vs. halál;
(franciául) mâle ’hím’ vs. femelle ’nőstény’;
(románul) bucurie ’öröm’ vs. tristețe ’szomorúság’.
- igék:

(magyarul) nyílik vs. zárul;
(franciául) demander ’kérdezni’ vs. répondre ’válaszolni’;
(románul) a aprinde ’meggyújtani’ vs. a stinge ’eloltani’.
- határozószók és határozószó értékű szókapcsolatok:

(magyarul) kívül vs. belül;
(angolul) less ’kevesebb’ vs. more ’több’;
(franciául) beaucoup ’sok’ vs. peu ’kevés’;
(románul) aproape ’közel’ vs. departe ’távol’;
(BHMSZ) gore ’fent’ vs. dole ’lent’.
- névutók: előtt vs. után;[24]
- elöljárószók és elöljáró értékű szókapcsolatok:

(angolul) in front of ’előtt’ vs. behind ’mögött’;
(franciául) au-dessus de ’fölött’ vs. au-dessous de ’alatt’;
(románul) înainte de ’előtt’ vs. după ’után’;
(BHMSZ) pod ’alatt’ vs. nad ’fölött’.

## Antonímia a szóalkotásban

### A szóképzésben
A szóképzésben antonimákat alkotó képzők is részt vesznek, így gyarapítva a szókészletet. A fentebb említett kifejtett antonimákról van szó.
Egyes antonimák úgy jönnek létre, hogy a pár csak egyik tagjához járul fosztóképző. A magyar nyelvben ez szuffixum (utóképző), pl. bátor vs. bátortalan.
Más nyelvekben prefixummal (előképzővel) történik ugyanaz:
(angolul) happy ’boldog’ vs. unhappy ’boldogtalan’;
(franciául) content ’elégedett’ vs. mécontent ’elégedetlen’;
(románul) vinovat ’bűnös’ vs. nevinovat ’ártatlan’;
(BHMSZ) direktan ’közvetlen’ vs. indirektan ’közvetett’.
Egyéb antonimapárokban a képzők ellentétes jelentésűek, miközben az alap ugyanaz. Egyes nyelvekben csak ilyen prefixumok vannak, amelyek a magyarban igekötőknek felelnek meg:
(románul) a înființa ’létrehozni’ vs. a desființa ’megszüntetni’;
(BHMSZ) izbaciti ’kidobni’ vs. ubaciti ’bedobni’.
Más nyelvekben előképzők is (a magyarban igekötők), utóképzők is alkotnak így antonimákat:
(magyarul) rábeszél vs. lebeszél;
családos vs. családtalan;
(angolul) inside ’bent’ vs. outside ’kint’;
useful ’hasznos’ vs. useless ’haszontalan’.

### A szóösszetételben
Az összetett szavak között olyanok is vannak, amelyek mellérendelő viszonyban álló antonimákból jönnek létre, vagy mondatokból (szervetlen szóösszetételek). Egyesekben önállóan is használt szavak ellentétesek:
(magyarul) adásvétel;
(angolul) sweet-and-sour ’édes-savanykás’ (szó szerint ’édes és savanyú’);
(franciául) va-et-vient ’jövés-menés’ (szó szerint ’jön és megy’);
(románul) ici-colo ’itt-ott’;
(BHMSZ) manje-više ’többé-kevésbé’.
Vannak önálló szavakként nem létező összetételi tagok is, amelyek antonimák, és ugyanazzal az önálló szóval alkotnak összetett szót, pl. előszó vs. utószó.
Egyéb nyelvekben gyakrabbak, mint a magyarban a görög és a latin eredetű ilyen előtagok, amelyek a francia nyelvészetben „tudományos szóösszetétel”-nek nevezett szóalkotásban vesznek részt. Ezek sokszor nemzetközi szavak:
- előtagok: micro- vs. macro-, pl. (magyarul) mikroszkopikus vs. makroszkopikus;[48]
- utótagok: -phile vs. -phobe, pl. (BHMSZ) rusofil ’oroszbarát’ vs. rusofob ’oroszgyűlölő’.[49]

## Az antonímia mint alakzat alapja
Antonímia az alapja egyes alakzatoknak nemcsak az irodalomban, hanem a beszélt nyelvben is.
Ezeknek egyike az antitézis, amely legegyszerűbb esetét egymásnak mellérendelt antonimákkal hozzák létre:
(magyarul) Rabok legyünk, vagy szabadok? / Ez a kérdés, válasszatok! (Petőfi Sándor);
(franciául) L’être et le néant ’A lét és a semmi’ (Jean-Paul Sartre egyik regényének a címe);
(románul) Astfel mâna-ți tremurândă / Bate-un cântec mort și viu (szó szerint ’Így a remegő kezed / holt és élő nótát zenget’) (Mihai Eminescu).
Az oximoron, ami az antitézis sajátos változata, ellentétes jelentésű szószerkezet tagjaiból áll:
(magyarul) haláli jó;
(franciául) Cette obscure clarté qui tombe des étoiles szó szerint ’Ama sötét fény, mely csillagokból hullik’ (Pierre Corneille);
(románul) muta șoaptă ’a néma suttogás’ (Ion Heliade Rădulescu).
Antonímián alapszik a paradoxonnak nevezett alakzat is, amely ellentmondó, de csak látszólag egymást kizáró állításokat kapcsol össze, mivel némi gondolkodás után az ember rájön, hogy társításuk valóságnak megfelelő igazságot hordoz:
(magyarul) Ha későn jön is a halál, mégis korán jön (közmondás);
(latinul) Festina lente ’Siess lassan’;
(franciául) Pour réparer des ans l’irréparable outrage szó szerint ’Hogy megjavítsd az évek javíthatatlan rontását’ (Jean Racine);
(románul) Este oare ceva mai plin de înțeles ca neînțelesul? ’Van-e értelemtelibb a meg nem értettnél?’ (Lucian Blaga);
(németül) Einmal ist Keinmal ’Egyszer annyi, mint egyszer sem’.
A kiazmusnak, amely két mondattani funkciójú entitás megfordított sorrendben való ismétlése szószerkezetben vagy mondatban, van olyan változata is, amelyben legalább az egyik funkciót antonimák fejezik ki:
(magyarul) születek meghalni / meghalok születni (Weöres Sándor);
(franciául) Un roi chantait en bas, en haut mourait un dieu ’Lent egy király dalolt s egy isten hunyt ki fent’ (Victor Hugo);
(románul) Toate-s vechi și nouă toate ’minden új és minden ódon’ (Mihai Eminescu).